# Halil Mutlu
Halil Mutlu (14 de julho de 1973, em Postnik, perto de Kurdjali, Bulgária) é um turco campeão olímpico e mundial em halterofilismo.
Mutlu nasceu na Bulgária como Huben Hubenov, mas depois desertou para a Turquia, com seu companheiro Naim Süleymanoğlu.
Participou das Olimpíadas de 1992 e conseguiu o quinto lugar. Mas conquistou ouro nas três Olimpíadas seguintes (em 1996, 2000 e 2004). Competiu nas categorias até 52, 54, 56 e 62 kg.
Foi por cinco vezes campeão mundial; prata em 1993 e 1995. Ganhou nove campeonatos europeus e bronze em 1991 e 1992. Ele inicialmente ficara em primeiro no campeonato europeu de 2005, na categoria até 62 kg; mas foi desclassificado por dopagem bioquímica (nandrolona), embora negasse, e foi suspenso por dois anos pela Federação Internacional de Halterofilismo das competições de seu calendário.
Mutlu estabeleceu 20 recorde mundiais — nove no arranco, seis no arremesso e cinco no total combinado. Suas melhores marcas na categoria até 56 kg são:
- arranco — 138,5 kg (Antália, Turquia, 2001)
- arremesso — 168 kg (Trenčín, Eslováquia, 2001)
- total — 305 kg (Jogos Olímpicos de Sydney 2000)